# قالب (تولید)
قالبْ‌فشاری‏‌‌‌ (به انگلیسی: Die) یک نوع ابزار است که در صنایع تولیدی برای برش یا شکل‌دادن مواد، عموماً جامد، بیشتر با استفاده از دستگاه پرس استفاده می‌شود. مانند قالب‌های متداول، قالبْ فشاری ها به‌طور کلی به‌شکل کالایی که با آنها تولید می‌شود تنظیم می‌شوند. محصولات ساخته شده با قالب از گیره کاغذ ساده گرفته تا قطعات پیچیده‌ای که در فناوری پیشرفته استفاده می‌شود، متفاوت هستند.

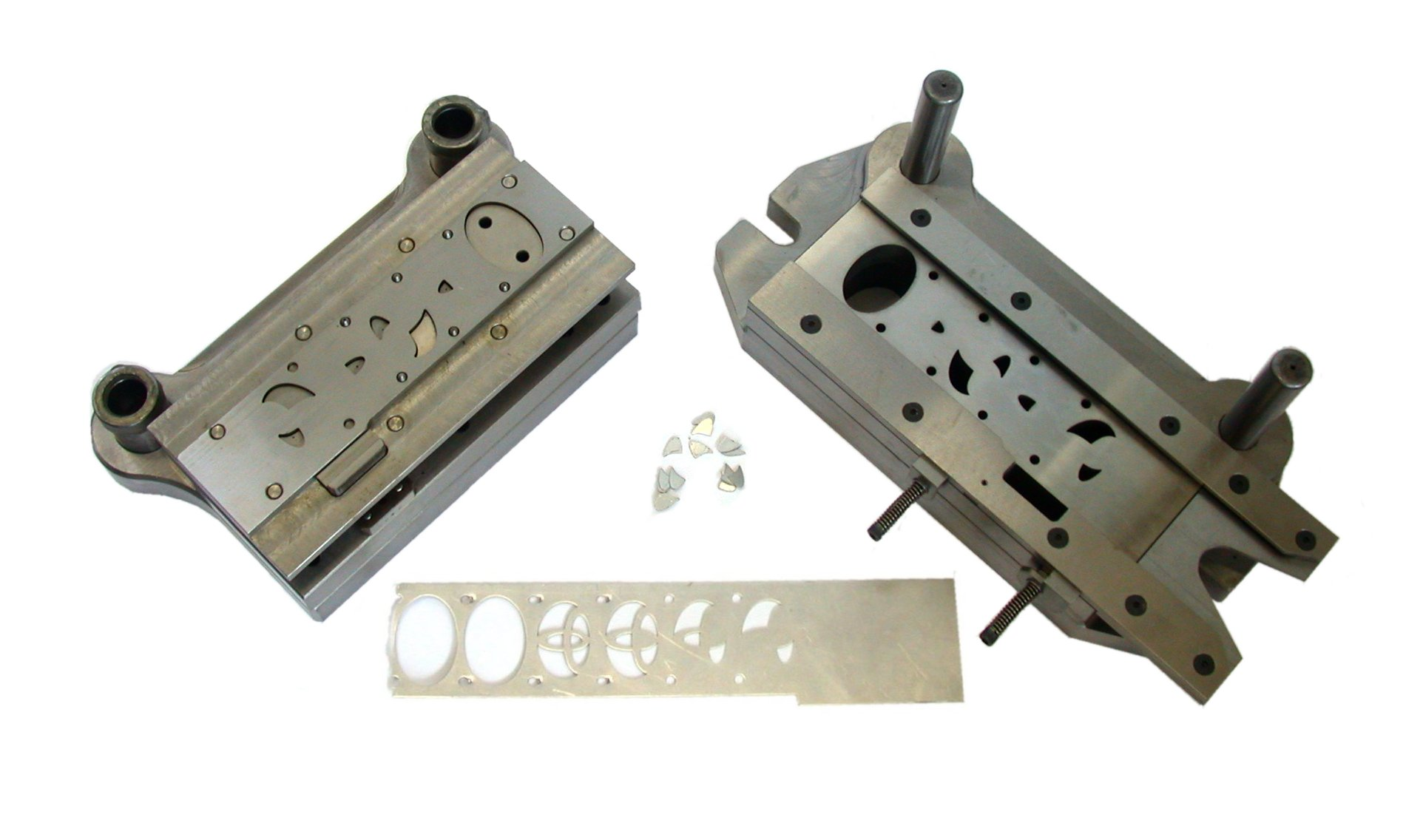
قالبْ‌فشاریِ پروگراسیو با نوار ضایعات و تمبر

قالب فشاری به‌طور معمول توسط سازندگان ابزار و قالب سازان ساخته می‌شدند و پس از نصب در دستگاه پرس به مرحله تولید می‌رسند. یک قالب فشاری شامل بلوک فلزی یا مجموعه ای است که برای تشکیل موادی مانند ورق فلز و پلاستیک استفاده می‌شود. برای شکل دهی در حالت خلاء ورق‌های پلاستیکی فقط از یک فرم واحد استفاده می‌شد، به‌طور معمول برای تشکیل ظروف پلاستیکی شفاف (به عنوان بسته‌های قرص) برای کالاها.

## قطعات قالب پروگراسیو

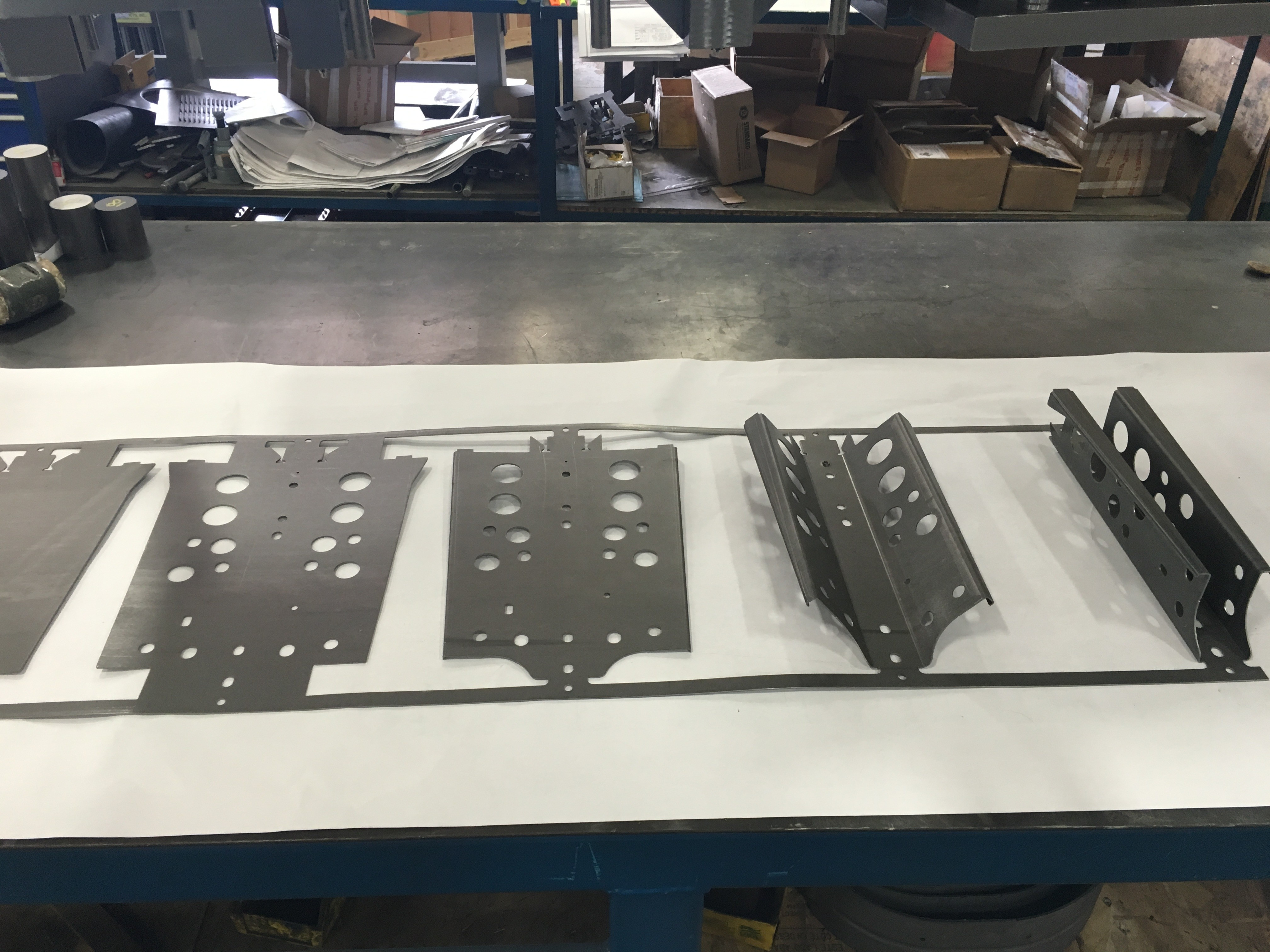
مراحل مختلف شکل دهی یک قطعه با یک یا چند قالب فشاری

- بلوک قالب فشاری: این قسمت اصلی است که تمام قسمت‌های دیگر به آن وصل شده‌اند.
- صفحه پانچ: این قسمت از مشت‌های مختلف موجود در محل نگه داشته و پشتیبانی می‌کند.
- پانچ خالی: این قسمت به همراه قالب خالی قسمت خالی تولید می‌کند.
- سوراخ پانچ: این قسمت به همراه قالب سوراخ سوراخ قطعات را از قسمت تمام شده خالی شده خارج می‌کند.
- صفحه استریپر: از این برای نگه داشتن مواد روی قالب خالی / سوراخ سوراخ شده و جدا کردن مواد از مشت‌ها استفاده می‌شود.
- خلبان: این به شما برای قرار دادن دقیق ورق برای مرحله بعدی عملیات کمک می‌کند.
- راهنما: سنج یا ایست انگشت - این قسمت‌ها برای اطمینان از اینکه مواد در حال کار روی هم قرار گرفته‌اند، به عنوان آخرین مورد در همان حالت قرار می‌گیرند.
- بلوک تنظیم : این قسمت برای کنترل عمقی که پانچ به درون قالب می‌رود استفاده می‌شود.
- قالب پولک زنی: پانچ خالی را ببینید
- قالب سوراخ: سوراخ پانچ دار را ببینید.
- ساقه: برای نگه داشتن در پرس‌ها استفاده می‌شود. باید تراز وسط قرار گیرد و در مرکز ثقل صفحه قرار داشته باشد.[۱]

- پرونده:== فرآیندها ==
- پرونده:سه مزیت استفاده از قالب‌های بلنکینگ:
- پرونده:ظاهر: از آنجایی که قطعه در یک عملیات خالی می‌شود،لبه‌های قطعه ظاهر یکنواختی ایجاد می‌کنند.
- پرونده:صافی سطح: با توجه به فشرده‌سازی یکنواخت فرآیند بلنکینگ، نتیجه نهایی یک قطعه صاف است.
- پرونده:*''' Compound operations:''' قالب‌های ترکیبی، چندین عملیات را روی قطعه انجام می‌دهند.عملیات مرکب اجرای بیش از یک عملیات در طول چرخه پرس است.
- پرونده:*''' Curling :''' یک فرآیند شکل‌دهی ورق فلزی است که برای تبدیل لبه‌ها به یک حلقه توخالی استفاده ‌می‌شود. مانند لولای در.
- پرونده:*'''Cut off: ''' قالب‌های برش برای برش مواد اضافی از انتهای تمام شده یک قطعه یا برای بریدن طول از پبش تعیین شده استفاده می‌شوند.
- پرونده:*'''Hydroforming:''' فرآیند شکل دهی ورق های فلزی با استفاده از نیروی هیدرولیکی است. مهم ترین کاربرد آن در صنایع خودروسازی است.
- پرونده:*''' shaving:''' تراشیدن مقداری از مواد از لبه های قطعه به منظور بهبود دقت قطعه.
- پرونده:*'''Drawing:''' عمل کشش شباهت زیادی به عمل شکل دهی دارد با این تفاوت که عمل کشش دچار تغییر شکل پلاستیک شدیدی می شود.

## Rotary die
1. ↑  (Degarmo، Black و Kohser 2003).